# Una donna da sognare
 Una donna da sognare  è il 22º album in studio di Patty Pravo pubblicato dalla casa discografica Sony Music nel 2000, scritto da Pia Tuccitto e Bettina Baldassari in collaborazione con Vasco Rossi e Gaetano Curreri degli Stadio che partecipano al gran completo come band in studio (Giovanni Pezzoli, Andrea Fornili e Roberto Drovandi).

## Descrizione
Album prodotto da due grandi compositori del rock, quali Vasco Rossi e Gaetano Curreri, ma con brani in gran parte scritti da due autrici: Bettina Baldassarri e Pia Tuccitto.
Vasco Rossi dichiara a proposito di questo progetto, che lo vede coinvolto:
L'uscita del disco è anticipata dal singolo omonimo Una donna da sognare, il brano, scritto da Pia Tuccitto di maggior presa.
L'altro autore, produttore e arrangiatore Gaetano Curreri, ricorda con affetto il progetto:
In un'intervista concessa al quotidiano "Il Mattino" la cantante si lamenta del fatto che il disco è risultato "assai scadente", al punto da farle desiderare di ritirarlo dal mercato: "Pensavo di avere a che fare con Vasco e invece mi sono trovata a lavorare con gli Stadio".
La copertina è stata realizzata da Marcello Jori, come accadde per l'album Occulte persuasioni.

## Tracce
1. Una donna da sognare - 4:21 (Pia Tuccitto/Gaetano Curreri - Pia Tuccitto/Vasco Rossi)
2. Se chiudi gli occhi - 3:59 (Pia Tuccitto - Longhini - Saverio Grandi)
3. Sparami al cuore - 3:26 (Felloni - Pia Tuccitto/Vasco Rossi)
4. Una mattina d'estate - 4:05 (Andrea Fornili - Bettina Baldassarri)
5. Seduttori sedati - 3:33 (Magri/Masetti - Novi/Vasco Rossi)
6. Parliamone - 3:58 (Bettina Baldassarri - Pia Tuccitto - Nicoletta Strambelli)
7. Buongiorno a te - 4:51 (Pia Tuccitto/Longhini - Pia Tuccitto)
8. Innamorata d’amore - 3:25 (Pia Tuccitto/Felloni - Pia Tuccitto)
9. Count Down - 4:02 (Gianpaolo Blancato/Bettina Baldassarri - Pia Tuccitto - Bettina Baldassarri)
10. Tienimi - 2:57 (Bettina Baldassarri/Gaetano Curreri - Bettina Baldassarri)

## Formazione
- Patty Pravo – voce
- Alessandro Magri – tastiera, programmazione
- Giovanni Pezzoli – batteria
- Roberto Drovandi – basso
- Andrea Fornili – chitarra
- Gianpaolo Blancato – tastiera, programmazione
- Claudio Golinelli – basso (in Count Down, Sparami al cuore e Una donna da sognare)
- Paolo Valli – batteria (in Count Down e Sparami al cuore)
- Enrico Guerzoni – violoncello (in Tienimi)
- Andrea Innesto – sax
- Vic Johnson – armonica
- Pia Tuccitto, Bettina Baldassarri – cori

## Critica
Chi aveva apprezzato il precedente lavoro (Notti, guai e libertà) si dichiara un po' perplesso di fronte a questo "cambio di rotta".

## Classifica

### FIMI[3]
| Posizione | 6 | 15 | 19 |